# X-Men: Legacy
X-Men, també anomenada New X-Men i X-Men: Legacy en algunes èpoques, i coneguda com X-Men (vol. 2), és una sèrie de còmics publicada per Marvel Comics protagonitzada per l'equip de superherois mutants, els X-Men. També se la sol anomenar X-Men vol.2 per diferenciar-la de la primera sèrie The X-Men, que durant alguns números va suprimir l'article The del títol de portada, tot i que mai va ser el seu títol oficial, raó per la qual altres fons el considera vol.1. Als darrers temps s'està utilitzant també la data d'inici de les sèries per distingir-les més fàcilment.
El títol va començar la seva publicació a l'octubre de 1991 com a X-Men. Des del 2001 fins al 2004, en l'etapa del guionista Grant Morrison, es va publicar com a New X-Men. S'havia tornat del número 157 al títol original, però va canviar de nou del número 208 a X-Men: Legacy. Posteriorment es van publicar nous volums repetint aquests noms: New X-Men vol.2 (inicialment New X-Men: Academy-X), X-Men (2010) i X-Men (2013).
X-Men: Legacy es va rellançar el 2012 com a part de Marvel NOW! amb un nou número # 1. El nou volum, escrit per Simon Spurrier, se centrava en David Haller, fill del professor X que acabava de morir, i la seva missió d'ajudar de forma preventiva a les persones mutants mentre intentava que les seves nombroses personalitats estiguessin controlades. El volum va acabar la seva execució després de 25 números al març de 2014, però no abans de tornar a la seva numeració original amb el número final, X-Men: Legacy # 300.
Durant New X-men els mutants van créixer en nombre i popularitat, i s'havia estimat que en uns anys la raça humana s'extingiria de manera natural a favor de l'homo superior. Per donar un nou impuls a la indústria, en 2005, l'editor de Marvel Comics Bill Jemas i l'editor en cap Joe Quesada en 2005 van crear House of M, un nou paradigma d'esdeveniments produint canvis permanents en els personatges i els mateixos fonaments de l'Univers Marvel es veurien alterats per sempre.

## Historial de títols
| Títol | Títol                | Primer número | Últim número | Data d'inici     | Data de finalització |
| ----- | -------------------- | ------------- | ------------ | ---------------- | -------------------- |
|       | X Men                | 1             | 113          | Octubre de 1991  | Juny de 2001         |
|       | New X-Men            | 114           | 156          | Juliol del 2001  | Juny de 2004         |
|       | X Men                | 157           | 207          | Juliol de 2004   | Març del 2008        |
|       | X-Men: Legacy        | 208           | 275          | Abril de 2008    | Octubre de 2012      |
|       | X-Men: Legacy Vol. 2 | 1 (276)       | 25 (300)     | Novembre de 2012 | Març del 2014        |

## Història de la publicació

### X Men
En 1991, Marvel va llançar X-Men, vol. 2 com a derivació del títol principal de The Uncanny X-Men, amb els co-escrit per Chris Claremont i Jim Lee, anteriorment el dibuixant de Uncanny, passant a X-Men, mentre que el seu company d'estudi Whilce Portacio es va fer càrrec del dibuix de Uncanny. X-Men # 1 segueix sent el còmic més venut de tots els temps, amb vendes preordenades de més de 8,1 milions de còpies, segons Guinness World Records, que va presentar honors a Claremont al Comic-Con de San Diego 2010. Es calcula que en realitat es van vendre entre 3 i 4 milions de còpies. Les xifres de vendes es van generar en part, mitjançant la publicació de l'edició amb cinc portades diferents variants, quatre dels quals van mostrar diferents personatges del llibre que combina un políptic, i un cinquè, amb coberta desplegable que combina aquestes quatre, un gran nombre dels quals van ser adquirits pels minoristes, que van anticipar als fans i als especuladors que compraria diverses còpies per adquirir una col·lecció completa de les portades.
Chris Claremont va deixar la sèrie i l'editorial després de tres números a causa de diferències creatives amb el director de les sèries de mutants, Bob Harras. Els escriptors John Byrne i Scott Lobdell es van ocupar dels diàlegs després de la sortida de Claremont, i el mateix Lee va deixar el títol després del número 11 per formar una nova companyia, Image Comics amb altres artistes de Marvel. Juntament amb la sortida de Lee, Byrne també va abandonar Uncanny i Lobdell va passar a aquesta sèrie, sent substituït a X-Men per Fabian Nicieza. El dibuixant habitual a aquesta època seria Andy Kubert, formant un equip que es va mantenir fins al 1995. Aquell mateix any, totes les sèries de mutants es van veure interrompudes durant quatre mesos per motius argumentals, substituïdes per altres sèries ambientades a l'Era d'Apocalipsis. En el cas de X-Men, la seva substituta va ser Amazing X-Men, a càrrec dels mateixos autors.
Inicialment, la sèrie es va centrar en un equip dirigit per Ciclop, mentre els altres membres formaven una plantilla dirigida per Storm a Uncanny. Aquesta premissa a vegades ha anat canviant i retornant, amb els X-Men dividits de vegades en dos o més equips separats.
El professor X és el director de l'escola de Xavier per a joves superdotats i mentor dels X-Men, però poques vegades és un operador de camp de l'equip. En el seu paper de mentor, ha estat present freqüentment en el títol, però té absències notables, incloent els números 59-71 (en custòdia del govern després de la crisi d'Onslaught) i el número 99-106 (educant Cadre K, un equip de skrulls a l'espai).

### New X-Men
X-Men va transcórrer durant deu anys amb diversos equips creatius. Al juliol de 2001, durant el procés de renovació de la franquícia X-Men, el seu títol va canviar a New X-Men, amb un logotip ambigram (número # 114). Juntament amb aquestes modificacions, un nou escriptor, Grant Morrison, va ser assignat al títol. Aquests canvis realitzats pel recentment nomenat editor en cap, Marvel Comics, Joe Quesada, van reflectir la seva idea de títols emblemàtics com X-Men per recuperar part de la seva antiga glòria, així com recuperar elogis de la crítica.
El mandat de Morrison sobre el títol va tractar amb Cyclops, Wolverine, Phoenix, Beast, Emma Frost i Xorn. Mentre que altres equips de X-Men protagonitzaven històries relativament independents a Uncanny i a una nova col·lecció, X-Treme X-Men, escrita per Claremont. Grant Morrison va convertir als X-Men en professors. A més, l'artista de New X-Men, Frank Quitely, va redissenyar l'aspecte de l'equip, vestint-los amb cuir i polièster en comptes dels seus uniformes tradicionals de superherois per donar-los a un aspecte més contemporani i similar al que tenien a la pel·lícula homònima X-Men.
Alguns dels canvis més duradors que es van produir durant la carrera de Morrison van ser la mutació secundària de Beast que s'assemblava a un aspecte lleonès més que a la seva aparença antiga de primat, i Emma Frost es va presentar com a membre de l'equip, recreant els llaços entre Jean Gray i el Phoenix i la mort de Phoenix. L'escola es va expandir passant de ser un simple centre d'entrenament a una escola legítima amb dotzenes d'estudiants mutants, una idea de la història també procedent de la pel·lícula X-Men. Un dels esdeveniments més controvertits de New X-Men va succeir en el número 115 quan la població mutant de l'illa de Genosha i els seus habitants, inclòs aparentment Magneto, van ser completament destruïts. Això va marcar el to que dominava la resta del mandat de Morrison a la sèrie.
El juny de 2004, Chuck Austen, anteriorment escriptor de Uncanny X-Men, es va traslladar a New X-Men amb el número 155. El títol de la sèrie va tornar al seu títol original de X-Men al juliol de 2004 amb el número 157 durant l'anomenat "X-Men Reload". Peter Milligan es va convertir en el nou escriptor de la sèrie amb el número 166 i va ser reemplaçat per Mike Carey amb el número # 188.

### X-Men: Legacy

#### Volum 1
El títol va passar a titular-se X-Men: Legacy a partir de febrer de 2008 amb el número 208. El nou títol reflecteix un canvi en la direcció de la sèrie per centrar-se en personatges en solitari en X-Men, en comptes de ser una sèrie basada en l'equip, tal com el títol era anteriorment.
La sèrie retitulada segueix la conclusió del crossover Messiah Complex, on el professor X va ser disparat accidentalment al cap per Bishop. Poc després que els X-Men el suposessin mort, el seu cos va desaparèixer i el seu parador era desconegut. X-Men: Legacy va seguir inicialment el presumpte camí cap a la recuperació del professor, així com les trobades que va enfrontar, com ara una batalla amb el mutant Exodus en el pla astral i descobriments sobre el seu passat, el que inclou a Mister Sinister.
Al número 226 Rogue va substituir el professor Xavier com el personatge central de la sèrie fins al final d'aquest volum. Després d'haver aconseguit el control dels seus poders d'absorció, Scott Summers (Ciclop) va reposicionar Rogue com a mentora dels mutants més joves sota la protecció dels X-Men a Utopia. Rogue es troba en una posició única per ajudar els estudiants, a causa de les seves habilitats, que permeten que ella mateixa en faci ús i les controli.
El títol va ser un de les dos sèries del crossover Age of X. El còmic va seguir breument les conseqüències de la història i va comptar amb un equip format per Rogue, Magneto, Gambit, Professor X, Legion i Frenzy, però la seguix l'equip de Rogue formant part dels X-Men afiliats a la Jean Grey School for Higher Learning, amb Gambit, Frenzy, Cannonball i Rachel Grey, amb el que acaba el volum.

#### Volum 2
Com a part de l'esdeveniment de rellançament Marvel NOW!, el volum 1 de X-Men: Legacy va acabar amb el número 275. El títol X-Men: Legacy es va relançar com a nova sèrie amb un nou número número 1, escrit per Simon Spurrier i dibuixat per Tan Eng Huat. La nova sèrie es va centrar en David Haller, el fill del recentment assassinat Charles Xavier, lluitant per mantenir a la seva multitud de personalitats sota control mentre intentava honrar el llegat del seu pare, lluitant preventivament contra les amenaces contra els mutants amb els diversos poders als que tenia accés.
El número 25 del volum va ser renumerat com a número 300 per commemorar la longevitat de la sèrie sumant-hi la numeració del volum 1. El número 300 presenta una trama d'una col·laboració entre els tres escriptors de X-Men: Legacy: Mike Carey, Christos Gage i Simon Spurrier. Aquest és també el número final de la sèrie.
Un tercer volum de X-Men: Legacy estava planejat, per ser escrit per Chris Claremont, però la sèrie finalment es va publicar amb el nom de Nightcrawler el seu protagonista.

## Relació amb altres títols de X-Men
Des de la introducció de X-Men, les línies argumentals d'aquesta sèrie i d'altres llibres-X s'han entrellaçat en diferents graus. Durant la major part de la seva publicació, X-Men ha comptat amb un equip completament diferent de X-Men que altres títols amb els X-Men. Tot i que no era estrany que els personatges d'un llibre apareguessin a l'altre, les històries importants relacionades amb els personatges van ser tractades en el còmic de cada equip.
X-Men i Uncanny X-Men han compartit dos períodes on es van tractar més o menys com una sèrie única i quinzenal. En tots dos casos, van compartir un autor: 1995 a 1996 per Scott Lobdell ((els números 46–69) i 1998 a 2000 per Alan Davis (núm. 85–99).
Al juliol de 2004, el repartiment de New X-Men va ser traslladat a la llavors recentment llançada com a sèrie oberta (després de dues sèries limitades amb el mateix nom) Astonishing X-Men, i la major part del repartiment de la Uncanny X-Men va ser transferida a X-Men, vol. 2. Amb tres sèries principals de X-Men que es publicaven simultàniament, els membres de cada llibre continuaven apareixent en els altres títols.

## Llista d'equips
| Títol                | Números # | Protagonistes |
| -------------------- | --- | --- |
| X-Men                | | |
| #1–26 (1991–1993)    | Beast, Cyclops, Gambit, Jubilee, Psylocke, Rogue, Wolverine (Equip blau)                                                             | |
| #27–35 (1993–1994)   | Beast, Cyclops, Gambit, Jubilee, Professor X, Psylocke, Revanche, Rogue (Blue Team)                                                  | |
| #36–37 (1994)        | Crossover "Phalanx Covenant" | |
| #38–41 (1994–1995)   | Archangel, Beast, Bishop, Cannonball, Cyclops, Gambit, Jean Grey, Iceman, Psylocke, Rogue, Storm, Wolverine                          | |
| #42–50 (1995–1996)   | Archangel, Beast, Bishop, Cannonball, Cyclops, Gambit, Jean Grey, Iceman, Psylocke, Storm, Wolverine                                 | |
| #51–54 (1996)        | Archangel, Bishop, Cannonball, Cyclops, Dark Beast (suplantant a Beast), Gambit, Jean Grey, Iceman, Psylocke, Storm, Wolverine       | |
| #55–59 (1996)        | Archangel, Beast, Bishop, Cannonball, Cyclops, Gambit, Joseph, Jean Grey, Psylocke, Rogue, Storm, Wolverine                          | |
| #60–71 (1997)        | Cannonball, Cyclops, Jean Grey, Storm, Wolverine                                                                                     | |
| #72–79 (1997–1998)   | Beast, Bishop, Cannonball, Cecilia Reyes, Cyclops, Iceman, Joseph, Jean Grey, Maggott, Marrow, Rogue, Storm, Wolverine               | |
| #80–93 (1998–1999)   | Colossus, Gambit, Marrow, Nightcrawler, Rogue, Shadowcat, Storm, Wolverine                                                           | |
| #94–98 (1999–2000)   | Crossover "The Shattering"/"The Twelve"/"Ages of Apocalypse"                                                                         | |
| #99 (2000)           | Tots els mutants es converteixen en humans per part del High Evolutionary i Mister Sinister, portant als X-Men a una breu dissolució | |
| #100–109 (2000–2001) | Archangel, Colossus, Nightcrawler, Psylocke, Rogue, Thunderbird, Wolverine                                                           | |
| #110–113 (2001)      | Dazzler, Frenzy, Jean Grey, Northstar, Omerta, Sunpyre, Wraith                                                                       | |
| New X-Men            | #114–121 (2001–2002) | Beast, Cyclops, Emma Frost, Jean Grey, Wolverine |
| New X-Men            | #122–134 (2002–2003) | Beast, Cyclops, Emma Frost, Jean Grey, Wolverine, Xorn |
| New X-Men            | #135–150 (2003–2004) | Beast, Cyclops, Emma Frost, Jean Grey, Wolverine, Xorn; amb els següents estudiants: Angel Salvadore, Basilisk, Beak, Dust, Ernst, No-Girl, Stepford Cuckoos |
| New X-Men            | #151–154 (2004) | Cassandra Nova, E.V.A., Tito Jerome Bohusk, Tom Skylark i Rover, Wolverine                                                                                   |
| New X-Men            | #155–156 (2004) | Beast, Cyclops, Emma Frost, Stepford Cuckoos |
| X-Men                | #157–164 (2004–2005) | Gambit, Havok, Iceman, Juggernaut, Polaris, Rogue, Wolverine                                                                                                 |
| X-Men                | #165–180 (2005–2006) | Emma Frost, Gambit, Havok, Iceman, Polaris, Rogue, Wolverine                                                                                                 |
| X-Men                | #181–187 (2006) | Cyclops, Emma Frost, Gambit, Havok, Iceman, Mystique, Polaris, Rogue                                                                                         |
| X-Men                | #188–204 (2006–2007) | Cable, Cannonball, Iceman, Lady Mastermind, Mystique, Omega Sentinel, Rogue, Sabretooth                                                                      |
| X-Men                | #205–207 (2008) | Crossover "Messiah Complex" |
| X-Men: Legacy        | #208–219 (2008–2009) | Professor X |
| X-Men: Legacy        | #220–225 (2009) | Gambit, Professor X, Rogue |
| X-Men: Legacy        | #226–275 (2009–2012) | Rogue i un equip rotatiu de formació |
| X-Men: Legacy        | Vol. 2 #1–24 (2012–2014) | David Haller |
| X-Men: Legacy        | #25 (#300) (2014) | ForgetMeNot |

## Col·laboradors
| Escriptor regulars - Chris Claremont, 1991 - Arguments de Jim Lee i guions de John Byrne o Scott Lobdell, 1991–1992 - Fabian Nicieza, 1992–1995 - Scott Lobdell, 1995–1997 - Joe Kelly, 1997–1999 - Alan Davis, 1999–2000 - Chris Claremont, 2000–2001 - Scott Lobdell, 2001 - Grant Morrison, 2001–2004 - Chuck Austen, 2004 - Peter Milligan, 2005–2006 - Mike Carey, 2006–2011 - Christos Gage, 2012 - Simon Spurrier, 2012–2014 | Artistes Regulars - Jim Lee, 1991–1992 - Andy Kubert, 1992–1996 - Carlos Pacheco, 1997–1998 - Adam Kubert, 1998–1999 - Alan Davis, 1999–2000 - Leinil Francis Yu, 2000–2001 - Frank Quitely, 2001–2003 - Altres artistes, incluent Igor Kordey i Ethan Van Sciver, sovint il·lustraven números per endarreriments de Quitely en els terminis. - No hi havia artista regular, 2003–2004 - Diversos il·lustradors, sobretot Phil Jimenez and Marc Silvestri, van completar breus etapes a causa de complicacions en els terminis dels equips artístics anteriors. - Salvador Larroca, 2004–2006 - Humberto Ramos, 2006–2007 - Chris Bachalo, 2006–2008 - Scot Eaton, 2008–2009 - Altres artistes utilitzats per a les seqüències de flashback de la recerca de Xavier inclouen John Romita Jr., Greg Land, Billy Tan i Mike Deodato Jr.. - Daniel Acuña, 2009 - Clay Mann, 2010 - David Baldeon, 2012 - Tat Eng Huat, 2012–2014 |

## Edicions recopilades

### Llibres recopilatoris
| Títol                                                         | Material recopilat | Data de pulicació                        | ISBN                                         |
| ------------------------------------------------------------- | --- | ---------------------------------------- | -------------------------------------------- |
| X-Men: Mutant Genesis                                         | X-Men #1–7 | Abril 2006                               | 0-7851-2212-5                                |
| X-Men/Ghost Rider: Brood Trouble in the Big Easy              | X-Men #8–9 i Ghost Rider, vol. 3 #26–27 | Desembre 1993                            | 0-87135-974-X                                |
| X-Men: Bishop's Crossing                                      | X-Men #8 i Uncanny X-Men #281-293 | Novembre 2016                            | 978-1302901707                               |
| X-Men: X-Cutioner's Song                                      | X-Men #14–16 també inclou Uncanny X-Men #294–296 (nova impressió inclou també #297); X-Factor #84–86; i X-Force #16–18 | Maig 1994 (nova impressió Desembre 2016) | 0-7851-0025-3 (nova impressió 978-1302900304 |
| X-Men: A Skinning of Souls                                    | X-Men #17–24; X-Men: Survival Guide to the Mansion; material procedent de Marvel Swimsuit Special #2. | Desembre 2013                            | 0-7851-8509-7                                |
| X-Men: Fatal Attractions                                      | X-Men #25 també inclou X-Factor #92; X-Force #25; Uncanny X-Men #304; Wolverine #75; i Excalibur #71 | Octubre 1994                             | 0-7851-0065-2                                |
| Avengers/X-Men: Bloodties                                     | X-Men #26 també inclou Uncanny X-Men #305; Avengers #368–369; i West Coast Avengers #101 | Abril 1995                               | 0-7851-0103-9                                |
| X-Men: The Wedding of Cyclops & Phoenix                       | X-Men Vol. 2 #27–30, Annual #2 també Uncanny X-Men #308–310, Annual #18; X-Men Unlimited (vol. 1) #3; X-Men: The Wedding Album; What If (vol. 1) #60 | Octubre 2012                             | 0-7851-6290-9                                |
| Origin of Generation X: Tales of the Phalanx Covenant         | X-Men Vol. 2 #36–37 també inclou Uncanny X-Men #316–317; X-Factor, vol. 1 #106; X-Force, vol. 1 #38; Excalibur, vol. 1 #82; Wolverine, vol. 2 #85; Cable, vol. 1 #16; i Generation X #1                                                                  | Juny 2001                                | 0-7851-0216-7                                |
| X-Men: Legion Quest                                           | X-Men Vol. 2 #40-41 també inclou X-Factor, vol. 1 #109 i Uncanny X-Men #320–321 | Març 1996                                | 0-7851-0179-9                                |
| X-Men: Prelude to the Age of Apocalypse                       | X-Men Vol. 2 #38–41 també inclou X-Factor, vol. 1 #108–109; Uncanny X-Men #319–321; Cable, vol. 1 #20; i X-Men: Age of Apocalypse Ashcan Edition | Maigy 2011                               | 978-0-7851-5508-9                            |
| X-Men: Road to Onslaught                                      | X-Men Vol. 2 #42–45; X-Men Annual '95; també inclou Uncanny X-Men #322–326; X-Men: Prime; X-Men Unlimited (Vol. 1) #8 | Febrer 2014                              | 978-0-7851-8825-4                            |
| X-Men: Road to Onslaught Vol. 2                               | X-Men Vol. 2 #46–49, Annual '95; Uncanny X-Men #327–328; X-Men/Clandestine 1–2; X-Men Unlimited Vol. 1 #9; Sabretooth (1995) #1 | Juliol 2014                              | 978-07851-8830-8                             |
| X-Men: X-Babies Classic Vol.1                                 | X-Men Vol. 2 #46–47 també inclou Uncanny X-Men Annual #10, #12; Excalibur: Mojo Mayhem | Octubre 2010                             | 978-0-7851-4654-4                            |
| X-Men: Prelude to Onslaught                                   | X-Men Vol. 2 #50 també inclou Uncanny X-Men #333, X-Man #15–17, i Cable #32–33 | Març 2010                                | 978-0-7851-4463-2                            |
| X-Men: Road to Onslaught Vol. 3                               | X-Men Vol. 2 #50–52 també inclou Uncanny X-Men #329–332; Archangel #1, X-Men/Brood #1–2; X-Men Unlimited Vol. 1 #10; Wolverine vol. 1 #101 | Desembre 2014                            | 9780785190059                                |
| X-Men: Onslaught—The Complete Epic, vol. 1                    | X-Men Vol. 2 #53–54 també inclou Uncanny X-Men #334–335; Avengers, vol. 1 #400-401; Onslaught: X-Men one-shot; X-Man #18; X-Force, vol. 1 #57; Cable, vol. 1 #34; i Incredible Hulk, vol. 1 #444                                                         | Gener 2008                               | 0-7851-2823-9                                |
| X-Men: Onslaught—The Complete Epic, vol. 3                    | X-Men Vol. 2 #55 també inclou Uncanny X-Men #336; Cable #35; X-Force #58; Thor #502; X-Man #19; Incredible Hulk #445; Iron Man #332; Avengers #402; i Wolverine #105                                                                                     | Agost 2008                               | 0-7851-2825-5                                |
| X-Men: Onslaught—The Complete Epic, vol. 4                    | X-Men Vol. 2 #56-58 també inclou FANTASTIC FOUR #416; ONSLAUGHT: MARVEL UNIVERSE one-shot; CABLE #36; UNCANNY X-MEN #337; ONSLAUGHT: EPILOGUE ne-shot; IRON MAN #6; i X-MEN: ROAD TO ONSLAUGHT one-shot                                                  | Desembre 2008                            | 0-7851-2826-3                                |
| X-Men: Trial Of Gambit                                        | X-Men Vol. 2 #62-64, -1 també inclou UNCANNY X-MEN #341-350, -1 | Juliol 2016                              | 1-3029-0070-6                                |
| X-Men: Zero Tolerance                                         | X-Men Vol. 2 #65–70 també inclou Wolverine, vol. 2 #115–118; Generation X #27; Cable, vol. 1 #45–47; i X-Force, vol. 1 #67–69 | Març 2001                                | 0-7851-0738-X                                |
| X-Men Gold: Volume 0: Homecoming                              | X-Men Vol. 2 #70-79 també inclou X-Men/Dr. Doom Annual 1998 i la segona història de X-Men Unlimited #18 | Març 2018                                | 978-1302909543                               |
| X-Men: The Hunt for Professor X                               | X-Men Vol. 2 #80–84; & X-Men #1/2 també inclou Uncanny X-Men #360–365; X-Men Unlimited #22 | 30 de juny de 2015                       | 978-0785197201                               |
| Magneto: Rogue Nation                                         | X-Men Vol. 2 #85–87 també inclou Magneto Rex #1–3, X-Men: The Magneto War one-shot, i Uncanny X-Men #366–367 | Març 2002                                | 0-7851-0834-3                                |
| X-Men: The Magneto War                                        | X-Men Vol. 2 #85–91 & X-Men Annual '99 també inclou Uncanny X-Men #366–371; Magneto Rex #1–3; X-Men: The Magneto War; X-Men Unlimited #23, material from #24                                                                                             | Octubre 2018                             | 978-1302913762                               |
| Deathlok: Rage Against The Machine                            | X-Men Vol. 2 #91 & X-Men Annual 99' també inclou Cable #58–62; Uncanny X-Men #371; Deathlok #1–11. | Febrer 2015                              | 0-7851-9291-3                                |
| X-Men: The Shattering                                         | X-Men Vol. 2 #92–95 també inclou Uncanny X-Men #372–375; Astonishing X-Men, vol. 2 #1–3; i X-Men 1999 Yearbook | Juliol 2009                              | 0-7851-3733-5                                |
| Astonishing X-Men: Deathwish (Apocalypse: The Twelve Prelude) | X-Men Vol. 2 #92 & #95 també inclou Astonishing X-Men, vol. 2 #1–3 i Uncanny X-Men #375 | Octubre 2000                             | 0-7851-0754-1                                |
| X-Men vs. Apocalypse: The Twelve, vol. 1                      | X-Men Vol. 2 #96–97 també inclou Uncanny X-Men #376–377; Cable, vol. 1 #75–76; i Wolverine, vol. 2 #146–147 | Març 2008                                | 0-7851-2263-X                                |
| X-Men vs. Apocalypse: Ages of Apocalypse, vol. 2              | X-Men Vol. 2 #98 també inclou X-51 #8; Uncanny X-Men #378 & Annual 1999; Cable, vol. 1 #77; Wolverine, vol. 2 #148; X-Men Unlimited, vol. 1 #26; i X-Men: The Search of Cyclops #1–4                                                                     | Octubre 2008                             | 0-7851-2264-8                                |
| X-Men: Powerless                                              | X-Men Vol. 2 #99 també inclou Cable, vol. 1 #78; X-Force, vol. 1 #101; Wolverine, vol. 2 #149; i Uncanny X-Men #379–380 | Agost 2010                               | 0-7851-4677-6                                |
| Avengers/X-Men: Maximum Security                              | X-Men Vol. 2 #107 també inclou Maximum Security: Dangerous Planet #1–3; Uncanny X-Men #387; Bishop: the Last X-Man #15; Gambit (1999) #23, X-Men Unlimited (1993) #29 i sèries alienes del subunivers dels mutants.                                      | Novembre 2010                            | 0-7851-4499-4                                |
| X-Men: Dream's End                                            | X-Men Vol. 2 #108–110 també inclou Uncanny X-Men #388–390; Cable, vol. 1 #87; and Bishop #16 | Febrer 2005                              | 0-7851-1551-X                                |
| X-Men: Eve of Destruction                                     | X-Men Vol. 2 #111–113 també inclou Uncanny X-Men #391–393 | Desembre 2004                            | 0-7851-1552-8                                |
| New X-Men, vol. 1: E Is For Extinction                        | New X-Men Vol. 1 #114–117 i New X-Men Annual 2001 | Desembre 2002                            | 0-7851-0811-4                                |
| New X-Men, vol. 2: Imperial                                   | New X-Men Vol. 1 #118–126 | Juliol 2002                              | 0-7851-0887-4                                |
| New X-Men, vol. 3: New Worlds                                 | New X-Men Vol. 1 #127–133 | December 2002                            | 0-7851-0976-5                                |
| New X-Men, vol. 4: Riot at Xavier's                           | New X-Men Vol. 1 #134–138 | Juliol 2003                              | 0-7851-1067-4                                |
| New X-Men, vol. 5: Assault on Weapon Plus                     | New X-Men Vol. 1 #139–145 | Desembre 2003                            | 0-7851-1119-0                                |
| New X-Men, vol. 6: Planet X                                   | New X-Men Vol. 1 #146–150 | Abril 2004                               | 0-7851-1201-4                                |
| New X-Men, vol. 7: Here Comes Tomorrow                        | New X-Men Vol. 1 #151–154 | Juliol 2004                              | 0-7851-1345-2                                |
| New X-Men by Grant Morrison: Ultimate Collection, vol. 1      | New X-Men Vol. 1 #114–126 i New X-Men Annual 2001 | Juny 2008                                | 0-7851-3251-1                                |
| New X-Men by Grant Morrison: Ultimate Collection, vol. 2      | New X-Men Vol. 1 #127–141 | Setembre 2008                            | 0-7851-3252-X                                |
| New X-Men by Grant Morrison: Ultimate Collection, vol. 3      | New X-Men Vol. 1 #142–154 | Desembre 2008                            | 0-7851-3253-8                                |
| Uncanny X-Men, vol. 6: Bright New Mourning                    | New X-Men Vol. 1 #155–156 també inclou Uncanny X-Men #435–436 i #442–443 | Agost 2004                               | 0-7851-1406-8                                |
| X-Men: Day of the Atom                                        | X-Men Vol. 2 #157–165 | Març 2005                                | 0-7851-1534-X                                |
| X-Men: Golgotha                                               | X-Men Vol. 2 #166–170 | Juliol 2005                              | 0-7851-1650-8                                |
| X-Men: Bizarre Love Triangle                                  | X-Men Vol. 2 #171–174 | Octubre 2005                             | 0-7851-1665-6                                |
| X-Men/Black Panther: Wild Kingdom                             | X-Men Vol. 2 #175–176 també inclou Black Panther, vol. 4 #8–9 | Febrer 2006                              | 0-7851-1789-X                                |
| Decimation: X-Men—The Day After                               | X-Men Vol. 2 #177–181 també inclou House of M: Decimation—The Day After one-shot | Maig 2006                                | 0-7851-1984-1                                |
| X-Men: Blood of Apocalypse                                    | X-Men Vol. 2 #182–187 | Agost 2006                               | 0-7851-1985-X                                |
| X-Men: Supernovas                                             | X-Men Vol. 2 #188–199 and X-Men Annual Vol. 3 #1 | Agost 2007                               | 0-7851-2319-9                                |
| X-Men: Blinded by the Light                                   | X-Men Vol. 2 #200–204 | Desembre 2007                            | 0-7851-2544-2                                |
| X-Men: Messiah Complex                                        | X-Men Vol. 2 #205–207 també inclou X-Men: Messiah Complex one-shot; Uncanny X-Men #492–494; New X-Men Vol. 2 #44–46; X-Factor Vol. 3 #25–27; i X-Men: Messiah Complex—Mutant Files one-shot                                                              | Novembre 2008                            | 0-7851-2320-2                                |
| X-Men: Legacy—Divided He Stands                               | X-Men: Legacy Vol. 1 #208–212 | Novembre 2008                            | 978-0-7851-3001-7                            |
| X-Men: Legacy—Sins of the Father                              | X-Men: Legacy Vol. 1 #213–216 també inclou X-Men: The Unlikely Saga of Xavier, Magneto and Stan one-shot i X-Men: Odd One Out one-shot | Febrer 2009                              | 978-0-7851-3003-1                            |
| X-Men: Original Sin                                           | X-Men: Legacy Vol. 1 #217–218 també inclou X-Men Original Sin one-shot i Wolverine: Origins #28–30 | Agost 2009                               | 978-0-7851-2956-1                            |
| X-Men: Legacy—Salvage                                         | X-Men: Legacy Vol. 1 #219–225 | Novembre 2009                            | 978-0-7851-3876-1                            |
| Avengers/X-Men: Utopia                                        | X-Men: Legacy Vol. 1 #226–227 també inclou Dark Avengers/Uncanny X-Men: Utopia one-shot, Uncanny X-Men #513–514, Dark Avengers #7–8, Dark Avengers/Uncanny X-Men: Exodus one-shot, Dark X-Men: The Beginning #1–3, i Dark X-Men: The Confession one-shot | Març 2010                                | 978-0-7851-4234-8                            |
| X-Men: Legacy — Emplate                                       | X-Men: Legacy Vol. 1 #228–230 and X-Men Legacy Annual #1 | Abril 2010                               | 978-0-7851-4115-0                            |
| X-Necrosha                                                    | X-Men: Legacy Vol. 1 #231–234 també inclou X-Force/New Mutants: Necrosha one-shot; X-Force, vol. 3 #21–25; i New Mutants, vol. 3 #6–8 | Desembre 2010                            | 978-0-7851-4675-9                            |
| X-Men: Second Coming                                          | X-Men: Legacy Vol. 1 #235–237 també inclou Second Coming: Prepare one-shot; X-Men: Second Coming #1–2; Uncanny X-Men #523–525; New Mutants Vol. 3 #12–14; and X-Force Vol. 3 #26–28                                                                      | Juny 2011                                | 978-0-7851-5705-2                            |
| X-Men: Legacy—Collision                                       | X-Men: Legacy Vol. 1 #238–241 | Setembre 2011                            | 978-0-7851-4669-8                            |
| X-Men: Legacy—Aftermath                                       | X-Men: Legacy Vol. 1 #242–244 and #248–249 | Febrer 2012                              | 978-0-7851-5636-9                            |
| X-Men: Age of X                                               | X-Men: Legacy Vol. 1 #245–247, New Mutants Vol. 3 #22–24, Age of X: Alpha, Age of X: Universe #1–2 | Juliol 2011                              | 978-1-84653-490-4                            |
| X-Men: Legacy—Lost Legions                                    | X-Men: Legacy Vol. 1 #250–253 | Abril 2012                               | 978-0-7851-5292-7                            |
| X-Men: Legacy—Five Miles South of the Universe                | X-Men: Legacy Vol. 1 #254–260 | Setembre 2012                            | 978-0-7851-6068-7                            |
| X-Men: Legacy—Back to School                                  | X-Men: Legacy Vol. 1 #260.1, 261–265 | Gener 2013                               | 978-0-7851-6191-2                            |
| X-Men: Legacy—AVX                                             | X-Men: Legacy Vol. 1 #266–275 | Abril 2013                               | 978-0-7851-6587-3                            |
| X-Men: Legacy (2nd series) – Vol. 1: Prodigal                 | X-Men: Legacy Vol. 2 #1–6 | Març 2013                                | 978-0-7851-6249-0                            |
| X-Men Legacy Vol. 2: Invasive Exotics                         | X-Men: Legacy Vol. 2 #7–12 | Setembre 2013                            | 978-0785167181                               |
| X-Men Legacy Vol. 3: Revenants                                | X-Men: Legacy Vol. 2 #13–18 | Novembre 2013                            | 978-0785167198                               |
| X-Men Legacy Vol. 4: For We Are Many                          | X-Men: Legacy Vol. 2 #19–24 | Abril 2014                               | 978-0785154327                               |

### Recopilacions de tapa dura
| Títol                                                 | Material recopilat | Data de Publicació | ISBN              |
| ----------------------------------------------------- | --- | ------------------ | ----------------- |
| X-Men: Mutant Genesis                                 | X-Men #1–7 | Juliol 2010        | 978-0-7851-4672-8 |
| X-Men by Chris Claremont & Jim Lee Omnibus – Volume 2 | X-Men #1–9 and content from #10–11 també inclou Uncanny X-Men #273–280; X-Factor vol. 1 #63–70; and Ghost Rider #26–27 | Febrer 2012        | 978-0-7851-5905-6 |
| X-Men: Bishop's Crossing                              | X-Men #12–13 també inclou material de #10–11; Uncanny X-Men #281–293 | Octubre 2012       | 978-0-7851-5349-8 |
| X-Men: X-Cutioner's Song                              | X-Men #14–16 també inclou Uncanny X-Men #294–297; X-Factor #84–86; X-Force #16–18; Stryfe's Strike File | Octubre 2011       | 978-0785153122    |
| X-Men: Fatal Attractions                              | X-Men #25 també inclou Uncanny X-Men #298–305 and 315; X-Factor #87–92; X-Men Unlimited #1–2; X-Force #25; Wolverine #75; Excalibur #71 | Abril 2012         | 978-0785162452    |
| X-Men: The Wedding of Cyclops & Phoenix               | X-Men #26-35 també inclou Uncanny X-Men #307-310; Avengers (1963) #368-369; Avengers West Coast #101; Cable (1993) #6-8; X-Men Unlimited #3; Uncanny X-Men Annual #18; X-Men: The Wedding Album; What If? #60; The Adventures of Cyclops and Phoenix #1-4; material from Marvel Valentine Special | Setembre 2018      | 978-1302913229    |
| X-Men: Phalanx Covenant                               | X-Men #36–37 també inclou Uncanny X-Men #306, #311–314 and #316–317; Excalibur #78–82; X-Factor #106; X-Force #38; Wolverine #85; Cable #16 | Febrer 2014        | 978-0785185499    |
| X-Men: Age of Apocalypse                              | X-Men #40-41 també inclou Uncanny X-Men #320–321, Cable #20, X-Men Alpha, Amazing X-Men #1–4, Astonishing X-Men #1–4, Factor X #1–4, Gambit & the X-Ternals #1–4, Generation Next #1–4, Weapon X #1–4, X-Calibre #1–4, X-Man #1–4, X-Men Omega, Age of Apocalypse: The Chosen i X-Men Ashcan #2 | Març 2012          | 978-0785159827    |
| X-Men/Avengers: Onslaught Omnibus                     | X-Men #53-57, Annual '96 també inclou Cable #32-36; Uncanny X-Men #333-337; X-Force #55, #57-58; X-Man #15-19; X-Men Unlimited #11; Onslaught: X-Men, Onslaught: Marvel Universe, Onslaught: Epilogue; Avengers #401-402; Fantastic Four #415; Incredible Hulk #444-445; Wolverine #104-105; X-Factor #125-126; Amazing Spider-Man #415; Green Goblin #12; Spider-Man #72; Iron Man #332; Punisher #11; Thor #502; X-Men: Road to Onslaught #1; material d' Excalibur #100, Fantastic Four #416 | 14 Juliol 2015     | 978-0785192626    |
| X-Men: Operation Zero Tolerance                       | X-Men #65–70 també inclou Uncanny X-Men #346; Generation X #26-31; X-Force #67–70; Wolverine #115–118; Cable #45–47; X-Man #30 | Abril 2012         | 978-0785162407    |
| X-Men: Revolution By Chris Claremont Omnibus          | X-Men #100-109 and ANNUAL 2000 també inclou Uncanny X-Men #381-389; X-Men Unlimited #27-29; X-Men: Black Sun #1-5; Bishop: The Last X-Man #15-16; Cable #87 | Agost 2018         | 978-1302912147    |
| New X-Men, vol. 1                                     | New X-Men #114–126 and New X-Men Annual 2001 | Novembre 2002      | 0-7851-0964-1     |
| New X-Men, vol. 2                                     | New X-Men #127–141 | Novembre 2003      | 0-7851-1118-2     |
| New X-Men, vol. 3                                     | New X-Men #142–154 | Setembre 2004      | 0-7851-1200-6     |
| New X-Men Omnibus                                     | New X-Men #114–154 i New X-Men Annual 2001 | Desembre 2006      | 0-7851-2326-1     |
| X-Men: Supernovas                                     | X-Men #188–199 i X-Men Annual, vol. 3 #1 | Agost 2007         | 0-7851-2514-0     |
| X-Men: Messiah Complex                                | X-Men #205–207 també inclou X-Men: Messiah Complex one-shot; Uncanny X-Men #492–494; New X-Men, vol. 2 #44–46; X-Factor, vol. 3 #25–27; i X-Men: Messiah Complex—Mutant Files one-shot | Abril 2008         | 0-7851-2899-9     |
| X-Men: Legacy—Divided He Stands                       | X-Men: Legacy #208–212 | Agost 2008         | 0-7851-3000-4     |
| X-Men: Legacy—Sins of the Father                      | X-Men: Legacy #213–216 també inclou X-Men: The Unlikely Saga of Xavier, Magneto and Stan one-shot and X-Men: Odd One Out one-shot | Novembre 2008      | 978-0-7851-3002-4 |
| X-Men: Original Sin                                   | X-Men: Legacy #217–218 també inclou X-Men: Original Sin one-shot and Wolverine: Origins #28–30 | Gener 2009         | 978-0-7851-3038-3 |
| X-Men: Legacy—Salvage                                 | X-Men: Legacy #219–225 | Agost 2009         | 978-0-7851-4173-0 |
| Avengers/X-Men: Utopia                                | X-Men: Legacy #226–227 també inclou Dark Avengers/Uncanny X-Men: Utopia one-shot, Uncanny X-Men #513–514, Dark Avengers #7–8, Dark Avengers/Uncanny X-Men: Exodus one-shot, Dark X-Men: The Beginning #1–3, i Dark X-Men: The Confession one-shot | Novembre 2009      | 978-0-7851-4233-1 |
| X-Men: Legacy—Emplate                                 | X-Men: Legacy #228–230 and X-Men Legacy Annual #1 | Març 2010          | 978-0-7851-4020-7 |
| X-Necrosha                                            | X-Men: Legacy #231–234 també inclou X-Force/New Mutants: Necrosha one-shot; X-Force, vol. 3 #21–25; i New Mutants, vol. 3 #6–8 | Juliol 2010        | 978-0-7851-4674-2 |
| X-Men: Second Coming                                  | X-Men: Legacy #235–237 també inclou Second Coming: Prepare one-shot; X-Men: Second Coming #1–2; Uncanny X-Men #523–525; New Mutants, vol. 3 #12–14; i X-Force, vol. 3 #26–28 | Setembre 2010      | 978-0-7851-4678-0 |
| X-Men: Legacy—Collision                               | X-Men: Legacy #238–241 | Febrer 2011        | 978-0-7851-4668-1 |
| X-Men: Legacy—Aftermath                               | X-Men: Legacy #242–244 and #248–249 | Agost 2011         | 978-0-7851-5635-2 |
| X-Men: Age of X                                       | X-Men: Legacy #245–247, New Mutants #22–24, Age of X: Alpha | Juliol 2011        | 978-0-7851-5289-7 |
| X-Men: Legacy—Lost Legions                            | X-Men: Legacy #250–253 | Octubre 2011       | 978-0-7851-5291-0 |
| X-Men: Legacy-Five Miles South of the Universe        | X-Men: Legacy #254–260 | Març 2012          | 978-0-7851-6067-0 |
| X-Men: Legacy-Back to School                          | X-Men: Legacy #260.1; 261–265 | Juliol 2012        | 978-0-7851-6397-8 |